# Indianapolis Tennis Championships 1992
LIndianapolis Tennis Championships 1992 è stato un torneo di tennis giocato sul cemento. È stata la 5ª edizione del torneo, che fa parte della categoria Championship Series nell'ambito dell'ATP Tour 1992. Si è giocato all'Indianapolis Tennis Center di Indianapolis negli Stati Uniti, dal 17 al 23 luglio 1992.

## Campioni

### Singolare
Pete Sampras ha battuto in finale  Jim Courier con il punteggio di 6–4, 6–4

### Doppio
Jim Grabb  /  Richey Reneberg hanno battuto in finale  Grant Connell /  Glenn Michibata con il punteggio di 4–6, 6–2, 7–6